# 1519년

## 연호
- 명(明) 정덕(正德) 14년
- 일본(日本) 에이쇼(永正) 16년
- 후 레 왕조(後黎朝) 꽝티에우(光紹) 4년

## 기년
- 류큐(琉球) 쇼신왕(尚真王) 43년
- 명(明) 무종 정덕제(武宗 正德帝) 14년
- 조선(朝鮮) 중종(中宗) 14년
- 후 레 왕조(後黎朝) 소종(昭宗) 4년

## 사건
- 6월 28일 - 스페인 국왕 카를로스 1세가 신성 로마 황제 카를 5세로 즉위.
- 8월 15일 - 파나마의 파나마 시가 세워지다.
- 9월 20일 - 포르투갈 출신 항해가 페르디난드 마젤란이 세계일주 위해 스페인 산루카 항에서 출항하다.[1][2][3]
- 11월 8일 - 에르난 코르테스, 테노치티틀란에 진주하다. 황제 몬테수마 2세는 그들을 환영했다.
- 기묘사화 발생. 중종반정 공신들 중 대다수가 거짓 공훈으로 공신에 올랐다 하여 이들의 거짓 공훈을 박탈하고자 하였으나, 자신들의 공훈이 삭제될 것을 두려워한 훈구파들이 오히려 조광조를 무고한 사건.

## 탄생
- 2월 16일 - 프랑스의 제독 가스파르 2세 드 콜리니. (~1572년)
- 3월 31일 - 프랑스의 왕 앙리 2세. (~1559년)
- 4월 13일 - 프랑스의 왕비 카트린 드 메디시스. (~1589년)
- 7월 20일 - 제230대의 교황 교황 인노첸시오 9세. (~1591년)
- 11월 17일 - 조선 중기의 왕족, 문신 이량. (~1582년)

### 미상
- 센고쿠 시대의 다이묘 이마가와 요시모토. (~1560년)

## 사망
- 5월 2일 - 이탈리아의 건축가, 조각가, 예술가 레오나르도 다 빈치. (1452년~)

### 미상
- 조선의 문신, 학자 이장곤. (1474년~)